# Wind Chimes
«Wind Chimes» — песня американской рок-группы The Beach Boys из альбома 1967 года Smiley Smile. Музыка и текст песни были написаны Брайаном Уилсоном. Изначально предназначавшаяся для незавершённого альбома Smile, она была написана под вдохновлением от музыкальной подвески, висевшей возле дома Уилсона, и стала одним из первых произведений, записанных для сессий Smile». 
Изначально «Wind Chimes» была записана в период с августа по октябрь 1966 года и содержала коду, состоящую из нескольких наложенных друг на друга партий фортепиано, играющих в контрапункте друг с другом. В июле 1967 года группа записала новую версию песни с существенно иной аранжировкой для последующего включения в альбом Smiley Smile. Впоследствии оригинальные записи песни из альбома Smile были позже выпущены в сборнике Good Vibrations: Thirty Years of the Beach Boys (1993), а также на бокс-сете The Smile Sessions (2011).

## Предыстория
«Wind Chimes» была написана Брайаном Уилсоном и Ван Дайком Парксом, хотя официально Паркс не был указан в качестве со-автора песни, когда она была впервые выпущена. Жена Брайана Мэрилин сказала: «Однажды мы пошли за покупками и принесли домой несколько музыкальных подвесок. Мы повесили их у дома, и как-то раз, когда Брайан ничем не занимался, он наблюдал за ними через окно и написал песню. Думаю, так всё и получилось. Очень просто. Он делает всё таким образом». 
В течение многих лет была версия, что песня «Wind Chimes» должна была стать частью сюиты «The Elements» под названием Air, которую Брайан задумал для альбома Smile, из-за её инструментария, а также текста, ссылающегося на одноимённый инструмент, который проигрывает свои ноты при помощи ветра. Однако предварительный треклист от декабря 1966 года указывает на то, что «The Elements» и «Wind Chimes» были отдельными треками; секция «Air» могла быть оформлена в виде дыхания, как это подразумевалось во время практических занятий, проводимых Брайаном и его коллегами.

## Сессии записи кSmile
Песня «Wind Chimes» в своём первоначальном виде была впервые записана 3 августа 1966 года в Gold Star. Это событие ознаменовало неофициальное начало сессий к альбому Smile. Другая версия трека была записана 3 октября на студии Western, с последующими наложениями 5 и 10 октября. Ван Дайк Паркс рассказывал:

Когда мы перешли к «Wind Chimes», к тремоло на молоточках, я помню, что в этот момент Брайан попросил меня сыграть на молоточках, но на самом деле на них играл Гэри Коулман, великий перкуссионист, который приехал, чтобы сделать много перкуссии для альбома. Мы обнаружили, что, записывая на половинной скорости, вы спускаетесь на октаву вниз. Таким образом, вы могли играть что угодно на половине скорости на октаву ниже, поднять скорость до нормальной, и вы звучали бы как сукин сын, как эксперт. Это давало бы вам подвижность, которой у вас на самом деле не было.
В статье для журнала TeenSet в марте 1967 года коллега группы Майкл Воссе писал о получасовой сессии записи, включавшей в себя дублирование контрапунктных «музыкально-шкатульчатых» партий фортепиано следующую информацию:

«Хорошо, давайте послушаем». Уилсон в комнате управления, стоя недалеко от центральной колонки, слушает воспроизведение. Он бросается к доске и руководит переключением переключателей и поворотом ручек - больше эха на третьем треке, немного реверберации на втором овердабе в стиле хонки-тонк, этот трек сухой, а на другом больше высоких частот. Со звуками что-то происходит: они меняются, перемещаются и превращаются в произведение невероятной красоты. Каждый в кабине видел и слышал весь процесс.

"Как он это сделал?", спрашивает один другого. Уилсон стоит в задней части кабинки и хихикает, он хватает со стены огнетушитель и направляет сопло на своего друга Дэвида Андерле. «Ну все, Дэвид, вот тебе, ты это заслужил!» ВВУУУУУУУУУУУУШШ! Порыв воздуха охлаждает лицо Дэвида. Оба мужчины падают, хихикая
.
Воссе прямо упомянул «Wind Chimes» в статье 1969 года для журнала Fusion, снова вспомнив раздел тегов «музыкальная шкатулка», и сказал, что в то время «она [песня] считалась предварительно законченным продуктом». Он также написал, 

Брайан сделал то, чего я никогда ни от кого не слышал: записав всех и исполнив песню до конца, он вернулся к записи и убрал голоса, и у него получилась небольшая секция, где голоса звучали как маленькие ударные инструменты - потому что он убрал все и позволил вступать только одной мелочи за раз, так что внезапно получился перерыв, и это было забавно, но это сработало так хорошо, что выстроило ритм и внесло изменения таким образом, что я могу только сказать, что он нашёл новый способ вносить музыкальные изменения в песню. И я, наверное, слышал эту вещь сотни раз: мы с Андерле умоляли его сыграть для нас этот старый дубль.

## Сессии записи кSmiley Smile
Новая версия песни «Wind Chimes» для альбома Smiley Smile была записана 10 и 11 июля 1967 года импровизированной домашней студии Уилсона. Эта версия значительно отличалась от своего аналога в альбоме Smile. По описанию Джейми Аткинса из журнала Record Collector, «песня „Wind Chimes“, до этого прохлаждающая и буколическая, стала напряжённой и клаустрофобной; обычно ангельские гармонии The Beach Boys звучат диссонансно, иногда озлобленно, до конца трека, когда красивый акапелльный расцвет уступает место едва слышному гармоническому тегу Денниса, Брайана и Карла». В теге звучит мелодия, раннее использовавшаяся в другой песне Уилсона из альбома «Holidays».

## Критика
В статье для журнала The Wire Майк Барнс написал, что «„Wind Chimes“, с её изысканной перкуссией, кажется, была создана под большим влиянием „Drumming“ Стивена Райха, но затем вы понимаете, что она была записана за пять лет до создания минималистского шедевра Райха».

## Наследие
В июле 1967 года басовая линия из песни «Wind Chimes» была переработана в другую песню, «Can't Wait Too Long».
23 декабря 1967 года «Wind Chimes» была выпущена в качестве обратной стороны сингла рок-группы The Beach Boys «Wild Honey».
В 1994 году песня «Wind Chimes» была сэмплирована немецким музыкальным коллективом Mouse on Mars в их песне «Die Seele von Brian Wilson».

## Кавер-версии
- 1990 – The Mooseheart Faith[англ.], Smiles, Vibes & Harmony: A Tribute to Brian Wilson
- 1998 – David Grubbs[англ.], Smiling Pets
- 2000 – Катрина Митчелл & Билл Уэллс[англ.], Caroline Now!

## Персонал
Кредиты предоставлены от Крейга Словински.

### Версия в альбомеSmile
The Beach Boys:
- Брайан Уилсон – фортепиано и пианино с прихватками[англ.]
- Карл Уилсон – лид-вокал[англ.], бас-гитара фирмы Fender, двенадцатиструнная электрическая гитара, щелчки пальцами, коробочки

Приглашённый музыкант:
- Ван Дайк Паркс[англ.] – маримба

Сессионные музыканты (также известные под названием The Wrecking Crew):
- Чак Бергхофер[англ.] – контрабас (припевы)
- Хэл Блейн[англ.] – барабаны, палочки
- Фрэнк Кэпп[англ.] – деревянная рыба
- Сэм Гленн мл. – тенор-саксофон
- Билл Грин – кларнет
- Джим Хорн – кларнет
- Кэрол Кей[англ.] – бас-гитара фирмы Danelectro[англ.]
- Ларри Кнехтель – фортепиано
- Эл де Лори[англ.] – клавесин
- Джей Миглиори[англ.] – тенор-саксофон
- Дон Рэнди[англ.] – пианино с прихватками, челеста
- Лайл Ритц[англ.] – контрабас (припев и тэг)